# Certima esquina
Certima esquina är en fjärilsart som beskrevs av Paul Dognin 1900. Certima esquina ingår i släktet Certima och familjen mätare. Inga underarter finns listade i Catalogue of Life.